# Hadj Mohieddine
Mahieddine, محى ألدىن الحأج ٱلصغير ou El Hadj Mahiddin el Seghir ben Sidi Ali ben Moubarek, personnalité algérienne du XIXe siècle, a été désigné agha des Arabes au début de l’Algérie française.

## Biographie
Mahieddine est issu de l’antique famille des marabouts de Koléa. Il était cheikh de la zaouïa dans cette ville au moment de la prise d’Alger par les forces Françaises.
En 1831, il est nommé Agha des Arabes, à la place du chef d'escadron Mendiri pour donner aux Algériens une représentation politique, face à la situation nouvelle causée par la prise d'Alger par les troupes françaises l'année précédente. Mohieddine pose pour condition que les militaires français ne sortent pas d'Alger. Ce contrat n'est cependant pas respecté : la tribu d'El-Aouffia est exterminée près de Maison Carrée. 
Mohieddine constate que l'armée d'Afrique n'a pas respecté les clauses de la paix et a rompu son contrat. Il déclare alors la guerre aux Français. Le premier combat contre l'armée coloniale se déroule à Boufarik, dans la plaine de la Mitidja, le 2 octobre 1832. Défait, il se retire chez les Hadjoutes, puis à  Miliana. Il rencontre pour la première fois l’émir Abdelkader en 1835 a Oued chlef et accepter de faire alliance avec ce dernier et devient ainsi le premier khalifa de Miliana. En 1837, Mahiedine décède juste quelques jours après la signature du traité de la Tafna , Son neveu Mohammed ben Allal lui succède en qualité de khalifa pour tout l'Algérois.  